# Cloridorme
Cloridorme es un municipio-cantón de la provincia de Quebec, Canadá y es una de las 1135 municipalidades en las que está dividido administrativamente el territorio de dicha provincia. Cálculos gubernamentales estiman que en fecha del 1° de julio de 2011 en la municipalidad habían 706 habitantes. Cloridorme se encuentra en el condado regional de La Côte-de-Gaspé y a su vez, en la región administrativa de Gaspésie–Îles-de-la-Madeleine. Hace parte de las circunscripciones electorales de Gaspé a nivel provincial y de Gaspésie−Îles-de-la-Madeleine a nivel federal.